# Pokolenie X

Oś czasu pokoleń w świecie zachodnim

Pokolenie X (ang. Generation X) – kohorta demograficzna następująca po pokoleniu baby boomers. Symbol X oznaczać ma niewiadomą.

## Charakterystyka
Określenie to dotyczy ludzi urodzonych w latach 60. i 70. XX wieku (według niektórych źródeł w latach 1965–1980, według innych 1961–1985). W Polsce ludzi z pokolenia X nazywa się także pokoleniem PRL, w niektórych publikacjach określa się pokolenie X w Polsce jako ludzi urodzonych w latach 1976–1985, natomiast ludzie urodzeni w latach 1966–1975 są określani jako pokolenie przełomu. Czasami zwane również pokoleniem Nic na serio.
W innych krajach przyjmuje się nieco inne daty, np. w USA do 1980 lub 1981 (według rządowej agencji United States Census Bureau, kolejne pokolenie Y obejmuje ludzi urodzonych w latach 1982–2000). Istnienie pokoleń na rynku pracy podawane jest obecnie w wątpliwość, ponieważ nie ma obecnie przekonujących dowodów naukowych, które potwierdzałyby powszechne przekonanie, iż ludzie mający pochodzić z pokolenia X różnią się w jakiś istotny sposób od ludzi mających pochodzić z innych pokoleń, pod względem postrzegania pracy zawodowej.

## Pokolenie X w kulturze

### Film
- Clerks – Sprzedawcy (1994)
- subUrbia(inne języki) (1996)
- Orbitowanie bez cukru, Reality Bites (1994)
- Trainspotting (1996)
- Podziemny krąg, Fight Club (1999)
- Samotni, (2000)
- Pokolenie P, Prozac Nation (2001)
- Don’s Plum (2001)
- Bolączka sobotniej nocy (2003)
- Silverman (2004)
- Krew z nosa (2004)
- Marco P. i złodzieje rowerów (2005)
- Sobowtór (2006)
- Czeka na nas świat (2006)
- Nie panikuj! (2007)

### Muzyka
- My Generation rapcorowego zespołu Limp Bizkit (2000)
- Tomasz Żółtko w albumie „Targ Mięsny” zawarł utwór „Generacja X” w którym ironicznie opisuje ten stereotyp ludzi jako myślących irracjonalnie, uciekających w duchowość wschodu, hedonizm („po nas choćby potop”) i romantyczne poleganie na uczuciach.
- „Generation X” polskiego zespołu Houk (1995)